# Tambor de Pejeng

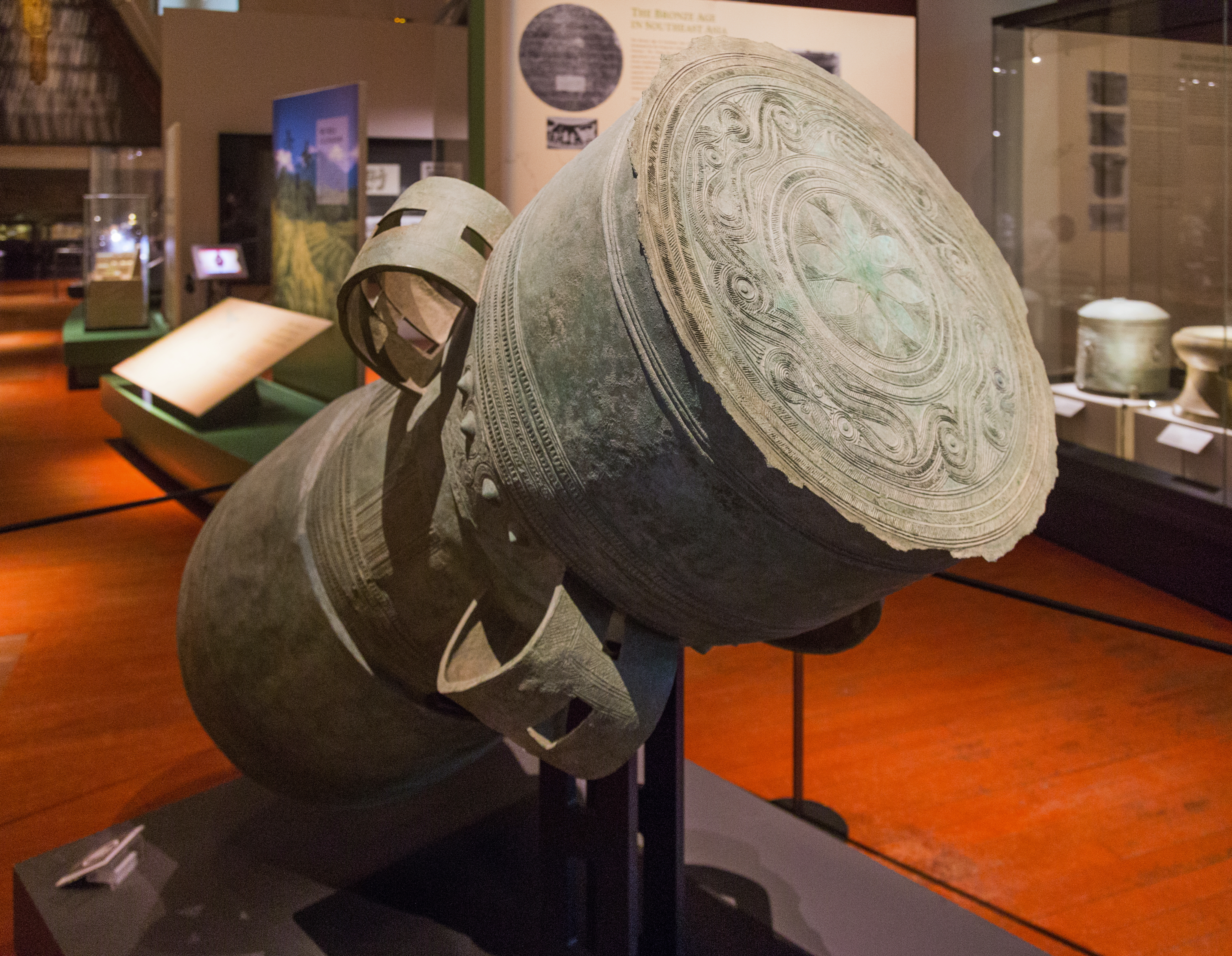
Un tambor de Pejeng descobert a Java oriental, exhibit al Museu de Civilitzacions Asiàtiques, Singapur.

El Tambor de Pejeng (també tambor de tipus Pejeng) és una mena de tambor de l'edat de bronze que es va produir a tot l'arxipèlag d'Indonèsia entre el segle I i II. Són un dels millors exemples de treball de metalls d'Indonèsia. [1] Un altre exemplar de tambors Pejeng de l'Edat de Bronze, és l'antiga Lluna de Pejeng, el tambor de bronze més gran del món, la qual cosa indica l'avenç de la tècnica de foneria de metalls i el comerç actiu a l'arxipèlag en el primer mil·lenni després de Crist.

## Arqueologia

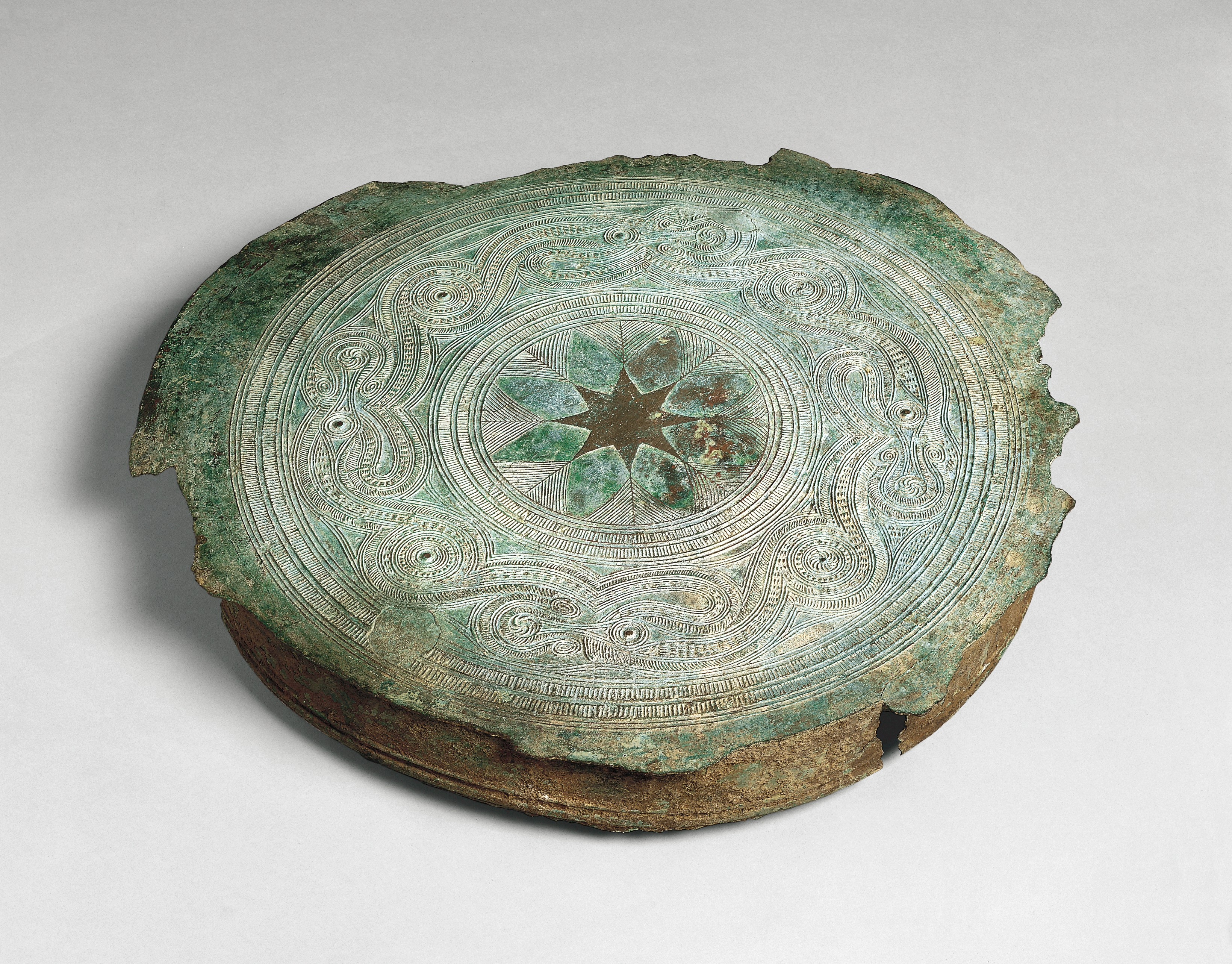
Part superior emmotllada separadament (la testa) d'un tambor tipus Pejeng trobat a Sumba.

El primer registre de l'ús de bronze i ferro a l'arxipèlag d'Indonèsia va ser prop de l'any 500 aC. La majoria dels primers objectes de bronze van ser probablement utilitzats per a cerimònies, per exemple, destrals i timbals molt estilitzats. Alguns tambors tenien la forma coneguda com a Dong Son, un tipus de tambor de bronze que es va originar al nord del Vietnam i se va estendre al llarg de les illes de Sumatra, Java, Nusa Tenggara i fins i tot les illes Kai, a la vora de Papua. La difusió del tambor Dong Son a l'arxipèlag d'Indonèsia indica un ampli comerç entre els regnes de l'Àsia Sud-oriental durant aquest període. Altres tambors de bronze trobats a l'arxipèlag representaven la variació local, el més conegut d'aquests són els tambors Pejeng.
Els tambors Pejeng, que porta el nom del llogaret de Pejeng a Bali, de l'Edat de Bronze, van ser la variació indonèsia del tambor Dong Son, difereixen de l'anterior en què tenien una forma més allargada i es fabricaven en dues peces foses separadament utilitzant el mètode de la cera perduda. El tambor de Pejeng va ser dissenyat a l'arxipèlag d'Indonèsia i va ser produït extensament a l'illa de Java i Bali en el primer mil·lenni després de Crist. La variació balinesa es troba entre els artefactes de metall més impressionants en el període prehistòric tardà d'Indonèsia. La Lluna de Pejeng mantingut en el llogaret de Pejeng, és el tambor d'aquest tipus més gran del món. Aquest instrument enorme hauria tingut un gran valor social per als propietaris. Ni coure ni estany, les matèries primeres per a la fabricació de bronze, estaven disponibles a Bali. L'existència d'enormes tambors de bronze a Bali indica un intens comerç entre les illes entre Bali i d'altres parts d'Indonèsia durant el primer mil·lenni. La trobada de diverses ceràmiques d'estil indú a la part nord de Bali, indica un comerç molt actiu amb l'Índia i l'arxipèlag als segles I i II.
Els tambors Pejeng poden haver estat utilitzats com a regals per reis o caps que volien ser considerats una elit internacional. A Plawangan, al vessant sud del Merapi, es va trobar un tambor de Pejeng en els enterraments, juntament amb altres objectes valuosos, per exemple, un collaret d'or i una punta de llança de ferro.

## Aparença i construcció

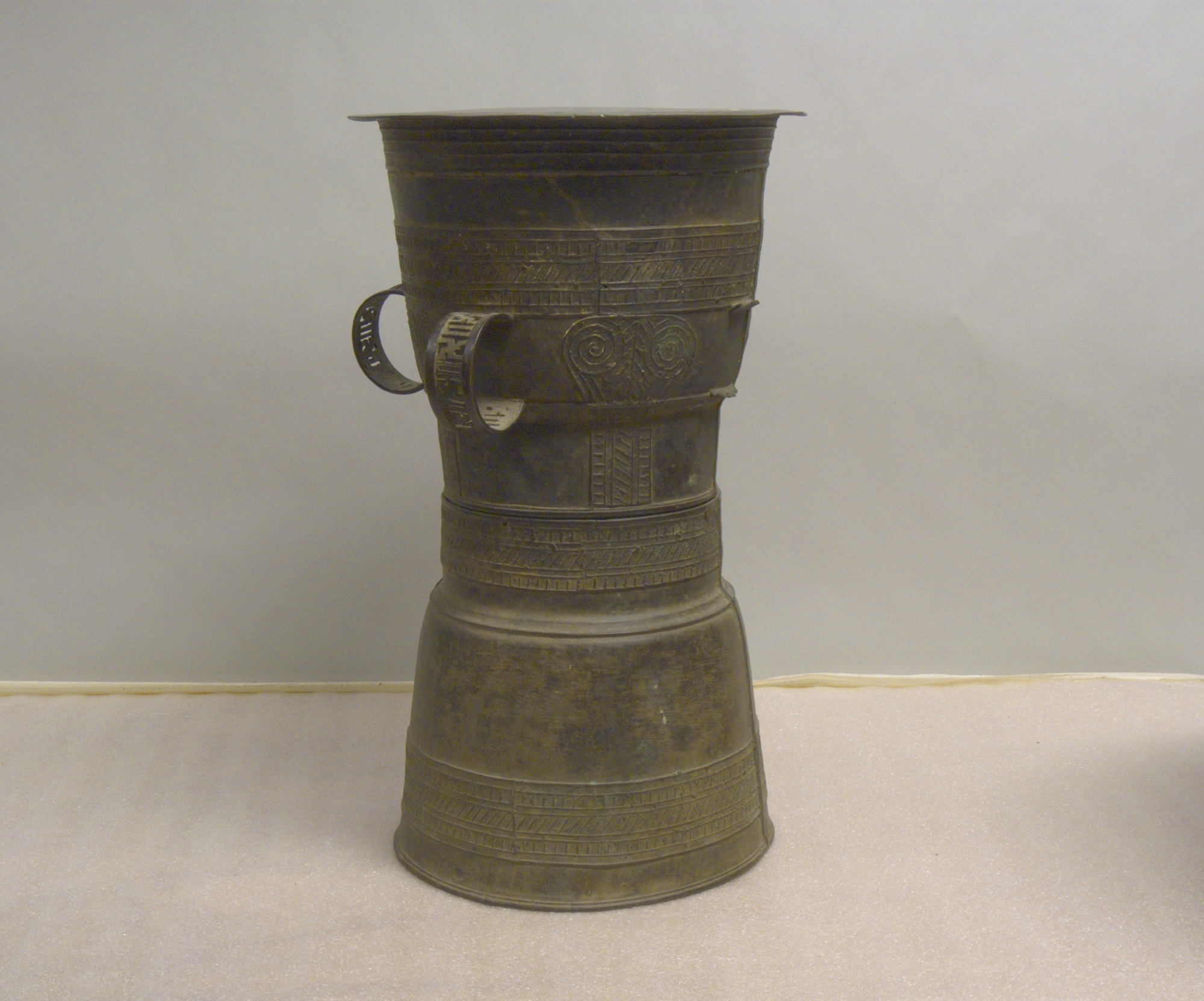
Tambor pejeng.

El tambor Pejeng té una aparença simètrica. La seva forma consta de tres parts: la testa en la part superior, el canó mitjà on està unida la nansa i la base. La diferència de disseny entre el tambor Pejeng i el tambor Dong Son és que la testa que sobresurt al voltant de 25 centímetres més enllà del cos, i es va realitzar separadament d'ell.
Els tambors de Pejeng es van fer fent servir la foneria a la cera perduda. Una altra diferència amb el tambor Dong Son és que el cos i la testa del tambor Pejeng de vegades es fonien separadament en lloc de com un tot. Es feia un model de cera en forma de tambor prop d'un nucli buit d'argila. La decoració geomètrica estandarditzada es va imprimir en la cera fent servir motlles de pedra concisa. Els patrons geomètrics es van pressionar per a la part superior i els costats també superiors.